# Jean-Marc Guillou
Jean-Marc Guillou é um ex-futebolista francês. Ele competiu na Copa do Mundo FIFA de 1978, sediada na Argentina, na qual a seleção de seu país terminou na 12º colocação dentre os 16 participantes.